# Katter med klös
Katter med klös (Catscratch) är en amerikansk animerad TV-serie av Doug TenNapel, som sänds på Nickelodeon.

## Handling
Serien handlar om tre antropomorfa kattbröder, den arroganta och sura Mr. Blik, den impulsiva och glada Våfflan, samt Gordon Quid med stereotypa skotska manér, som berättar om fiktiva upplevelser från Skottland. 
När katternas förmögna ägare, Edna Cramdilly dog, lämnade hon alla sina rikedomar till dem, samt monstertrucken Gear och betjänten Hovis. 
Programmen kretsar kring katternas förmögna livsstil med våldsamma och ibland paranormala, upplevelser. Andra som uppträder är den söta grannflickam Kimberly, som Gordon är besatt av och deras rivaler Chumpy Chump Brothers.